# آنا ساذرلاند بيسل
آنا ساذرلاند بيسل (بالإنجليزية: Anna Sutherland Bissell)‏ هي سيدة أعمال أمريكية، ولدت في 1846 في River John, Nova Scotia ‏ في كندا، وتوفيت في 1934.